# Žuto novinarstvo
Žuto novinarstvo ili žuta štampa ili žuta žurnalistika je tip štampe koji predstavlja malo ili nikako legitimno dobro istražene vesti i umesto toga koristi alternativne naslove da proda što više novina. Tehnike mogu da uključuju preterivanje o vestima događaja, skandal huškanja ili senzacionalizam. Kao dodatak termin žuto novinarstvo se danas koristi kao pogrdan da osudi svako novinarstvo koje tretira vesti na neprofesionalan i ili neetički način.

## Definicije
Džozef Kembel definiše novine žute štampe kao takve da imaju svakodnevno više kolona naslova na naslovnoj strani koji pokrivaju različite teme, kao što su sport i skandal koristeći podebljane rasporede (sa velikom ilustracijom i možda bojenje), oslanjajući se na neimenovane izvore i neskrivenu promociju. Termin je korišćen da bi se opisale neke glavne novine u Njujorku oko 1900. godine kako su se borile za tiraž.
Frenk Luter Mot definiše žuto novinarstvo kao termin od 5 karakteristika:
1. zastrašujuće naslove sa velikim utiskom, često sa što manje vesti
2. raskošna upotreba slika ili izmišljenih crteža
3. koristi lažne intervjue, pogrešne naslove, pseudonauku i paradu lažnih učenja kako se to zove od strane stručnjaka
4. naglasak na punoj boji nedeljnih dodataka, obično sa stripovima
5. dramatična simpatija "autsajdera" protiv sistema.

## Pulicer protiv Harsta
Termin je skovan sredinom 1890-tih da opiše senzacionalno novinarstvo za vreme uredničkog rata između Džozef Pulicerovog New York World-a i Viliam Randolf Harstovog New York Journal-a. Bitka je dostigla vrhunac između 1895. i 1898. i istorijska upotreba se često posebno odnosi na ovaj period. Oboje novina su bile optužene od strane kritičara senzacionalnih vesti u nameri da isteraju tiraž, iako su novine ozbiljno dobro izveštavale. Jedan engleski magazin iz 1898. je primetio: "Nije svo američko novinarstvo 'žuto' iako strogo savremeno žuto novinarstvo je Američko."
Termin je skovao Ervin Vardman, urednik New York Press-a. Vardman je prvi objavio termin, ali postoje dokazi da su izrazi kao što su "žuta štampa" i "škola dečijeg žutog novinarstva" su već korišćeni od strane objavljivača vesti tog vremena. Vardman nije nikada tačno definisao termin. Vertovatno je to bila mutacija od ranije spletke gde je Vardman izveo "novo novinarstvo" u "golo novinarstvo". Vardman je takođe koristio izraz "žuto dečije novinarstvo" referring to the then-popular comic strip koji se odnosio na tada popularni strip objavljen od Pulicera i Harsta tokom rata. 1898. papir je jednostavno obrazložio: "nazvali smo ih žute zato što su žute."
Džozef Pulicer je kupio New York World 1883. nakon pravljenja St. Louis brze pošiljke
koja je dominirala dnevno u gradu. Pulicer je nastojao da od New York World-a napravi zabavno citanje i popunio je papir slikama, igricama i takmičenjima koje su izazivale nove čitaoce. Kriminalističke priče su popunile mnogo strana, sa naslovima kao što su „Da li je on izvršio samoubistvo?” i „Vrištanje za milost.” Pored toga, Pulicer je naplaćivao samo dva centa za problem od čitaoca, ali je davao čitaocima osam, a nekad dvanaest stranica informacija. (svake druge novine u gradu od 2 centa nikad nisu prelazile 4 strane)
Dok je tu bilo mnogo senzacionalnih priča u New York World, one nisu nikako bile jedini komadi, čak ni dominantne. Pulicer je verovao da su novine javne institucije koje imaju dužnost da poprave društvo i stavio je World u službu društvenih reformi.
Samo dve godine nakon što je Pulicer preuzeo World, on je imao najveći tiraž u Njujorku, potpomognut od strane jakih veza sa Demokratskom partijom. Stariji izdavači zavidni zbog Pulicerovog uspeha počeli su da kritikuju World da se zaustave izveštavanja o kriminalističkim pričama dok ignorišu svoje ozbiljnije izveštavanje-trendovi koji su uticali na popularnu percepciju žutog novinarstva. Čarls Dejn, urednik, New York Sun je napao The World i rekao da je Pulicer manjkav u presudi i izdržljivosti.
Pristup Pulicera je ostavio utisak na Vilijama Randolfa Harsta, rudarskog naslenika koji je stekao San Francisco Examiner od svog oca 1887. Harst je pročitao World dok je studirao na Univerzitetu Harvard i odlučio je da Examiner postane poznat kao Pulicerove novine. Pod njegovim rukovodstvom Examiner je posvetio 24 procenta svog prostora na kriminalitet, predstavljajući priče kao moralne igre, i posipajući preljubu i "golotinju" (prema standardima 19. veka) na naslovnoj strani. Mesec dana nakon što je Harst preuzeo novine Examiner je vodio ovaj naslov o hotelskom požaru:
GLADAN NEOBUZDAN PLAMEN. Oni skaču ljuto po sjajnoj palati zadovoljstva kod zaliva Montrej, okružujući Del Monte u njihovom halapljivom zagrljaju do vrhunca. Skakajući sve više, više i više sa očajničkom željom. Trčeći ludo raskalašno pored venaca, fasada,kroz hodnik. Rušeći sve pred sobom, pored gostiju koji drhte sa dviljim besom. Zgroženi i uspaničeni bez daha, begunci bulje u scenu terora. Veličanstveni hotel sa svojim bogatim ukrasom sada je tinjajući postao gomila pepela. Ispitivačie šalju poseban voz u Montrej da skupe sve podatke o strašnom katastrofi. Dolazak nesrećnih žrtava na Jutarnji voz-istorija hotela del Monte- planovi za obnavljanje slavnog hotela - pojedinosti i prepostavaljnje izvora vatre.
Harst može biti hiperboličan u svojoj kriminalističkoj pokrivenosti; jedan od njegovih ranijih dela, u vezi sa "bandom ubica" koji su napali policiju zbog primoravanja Ispitivača da rade svoj posao za njih. Ali dok uživa u ovim akrobacijama Ispitivač je povećao svoj prostor za međunarodne vesti, i poslao novinare kako bi otkrili opštinske korupcije i neefikasnosti. U jednoj dobro upamćenoj priči, novinar Ispitivača Vinfred Black je primljen u bolnicu u San Francisku i otkrili su siromašne žene tretirane sa "grubom okrutnošću" Celo bolničko osoblje je otpušteno jutra kada se tekst pojavio.

### Njujork
Inspirisan uspehom časopisa Examiner ranih 1890-ih godina, Herst je tražio da otkupi jedne njujorške novine i u tome je i uspeo 1895. godine, kada je kupio New York Journal, jeftine novine koje je Pulicerov brat, Albert, prodao izdavaču iz Sinsinatija godinu dana ranije.
Velegradske novine su se okrenule reklamiranju u robnim kućama 1890-ih, i postalo je jasno da je bolje imati što veći promet. Ovo je podstaklo Hersta; prateći Pulicerovu staru strategiju, održavao je cenu novina Journal na jednom centu (za razliku od The World-a, koji je koštao dva centa) dok je obezbeđivao istu količinu informacija kao i njegovi rivali. Ovakav pristup je upalio, i kako je promet Journal-a skočio na 150,000 primeraka, Pulicer je presekao svoju cenu na jedan peni, nadajući se da će oterati svog mladog suparnika (kojeg je subvencionisalo porodično bogatstvo) u bankrot. U protivnapadu, Herst je opustošio osoblje World-a 1896. godine. Dok većina izvora tvrdi da je Herst samo ponudio više novca, Pulicer – koji je sve više zlostavljao svoje zaposlene – je postao izuzetno težak čovek za saradnju, i mnogi zaposlenici u World-u su bili voljni da promene mesto rada da bi pobegli od njega.
Iako je nadmetanje između World-a i Journal-a bila surova, i jedne i druge novine su po prirodi bile slične. Bile su demokratske novine, naklonjene radnim snagama i imigrantima (što je predstavljalo veliki kontrast prema izdavačima kao što je bio Vajtlo Rid iz novina New York's Tribune, koji je krivio moralne nedostatke kao glavni uzrok za njihovo siromaštvo), i jedne i druge novine su ulagale ogromna novčana sredstva u svoja izdanja koja su izlazila nedeljom, i funkcionisala su kao nedeljni magazini, prevazilazeći uobičajeni obim svakodnevnog novinarstva.
Njihov nedeljni zabavni dodatak uključivao je prve stranice na kojima su se nalazili stripovi u boji, i neki teoretišu da je termin žuta štampa nastao upravo ovde, dok je, kao što je ranije naznačeno, New York Press ostavio termin koji je izmislio nedefinisanim. Hogan's Alley, strip o ćelavom detetu u žutoj noćnoj košulji (koji je dobio nadimak Žuti dečak) postao je neverovatno popularan kada je karikaturista Ričard F. Autkolt počeo da ga crta za World rane 1896. godine. Kada je Herst očekivano preuzeo i zaposlio Autkalta, Pulicer je pitao umetnika Džordža Laksa da nastavi strip sa svojim likovima, pružajući gradu dva žuta dečaka. Upotreba termina "žute štampe" kao sinonim za preterani senzacionalizam u Sjedinjenim Državama je naizgled počela sa komentarima ozbiljnijih novina o višku "novina o žutom dečaku".
Samjuel Voren i Lui Brandej su objavili članak "The Right to Privacy" 1890. godine, smatran za najuticajniji od svih članaka u žurnalu o zakonu, kao kritički odgovor na senzacionalne forme novinarstva, koje su oni videli kao do sad neviđenu pretnju za privatnost pojedinca. Za ovaj članak se naširoko smatra da je doveo do priznavanja novog zakona o pravu da se podnese tužba ukoliko dođe do povrede prava na privatnost.

## Špansko-Američki rat
Pulicera i Hersta često navode kao uzrok ulaska Sjedinjenih Država u špansko-američki rat zbog senzacionalističkih priča ili preuveličavanja užasnih uslova života na Kubi. Međutim, velika većina Amerikanaca nije živela u Njujorku i donosioci odluka koji jesu tamo živeli su se verovatno više oslanjali na ozbiljne novine kao što su the Times, The Sun ili The Post. Najpoznatiji primer jedne tvrdnje jeste izmišljena priča da je umetnik Frederik Remington poslao telegram Herstu da mu kaze da je sve tiho na Kubi i da "neće biti rata". Herst je odgovorio: "Molim Vas ostanite. Vi snabdevajte fotografije a ja ću rat." Istoričari danas ne veruju da su takvi telegrami ikad bili poslati.
Ali Herst je postao ratni jastreb nakon što je izbila pobuna na Kubi 1895. Ubrzo potom su priče o kubanskim vrlinama i španskoj brutalnosti dominirale njegovim naslovnim stranama. Iako je preciznost tih priča bila sumnjiva, čitaoci 19. veka nisu očekivali, čak ni neminovno želeli, da njegove priče budu čista dokumentarna literatura. Istoričar Majkl Robertson je rekao da su "novinari i čitaoci 1890-ih godina mnogo manje brinuli o razlikovanju između izveštavanja zasnovanog na činjenicama, mišljenja i književnosti."
Iako su Puliceru falili Herstovi izvori, zadržao je ovu priču na naslovnoj strani. Žuta štampa je podrobno pokrivala revoluciju, mada često netačno, a uslovi na Kubi su ionako bili dovoljno užasavajući. Ostrvom je vladala grozna ekonomska kriza, a španski general Valeriano Vejler, koga su poslali da ugasi pobunu, je u grupama slao kubanske seljake u koncentracione logore, što je dovodilo do smrti stotine Kubanaca. Pošto je navijao za borbu cele dve godine, Herst je preuzeo zaslugu za sukob kada je na to došao red: nedelju dana pošto su Sjedinjene Države objavile rat Španiji, na naslovnoj strani je napisao "Kako vam se svidja Journal-ov rat?". Zapravo, predsednik Vilijam Makinli nikada nije čitao Journal, niti novine poput Tribune ili New York Evening Post. Štaviše, istoričari novinarstva su primetili da je žuta štampa bila u velikoj meri ograničena na Njujork, i da ih novine iz drugih delova zemlje nisu pratile. Novine Journal i World nisu bile među prvih deset izvora informacija u regionalnim novinama, i priče jednostavno nisu napravile odjeka van Njujorka. Zapravo, rat je stigao jer su ljudi smatrali krvoproliće gnusnim, i jer su vođe puput Makinlija shvatili da je Španija izgubila kontrolu nad Kubom. Ovi faktori su više mučili predsednika nego melodrame u New York Journal-u.
Kada je invazija počela, Herst je odmah odplovio do Kube kao ratni dopisnik, odakle je slao trezvene i tačne izveštaje borbi. Krilmen je kasnije hvalio rad novinara što su otkrivali horore španskog lošeg vladanja, i tvrdio je da "nijedna istinita istorija rata ne može biti napisana bez priznanja da kakva god da je pravda ili sloboda ili napredak postignut špansko-američkim ratom, to je tako zahvaljujući preduzimljivosti i istrajnosti žutih novinar, od kojih mnogi leže u zaboravljenim grobovima."

### Posle rata
Herst je bio vodeći demokrata koji je podržavao Vilijama Dženingsa Brajana za predsednika 1896. i 1900. godine. Kasnije se kandidovao i za gradonačelnika i za guvernera i čak je težio ka nominaciji za predsednika, ali je izgubio većinu svog prestiža kada je izbila sramota 1901. naon što su kolumnista Embrouz Birs i urednik Artur Brizbejn objavili zasebne rubrike u razmaku od mesec dana u kojima navode da je Vilijam Makinli ubijen. Kada je Makinli upucan 6. septembra 1901, kritičari su optužili Herstovu žutu štampu i tvrdili da je ono podsteklo Leona Zolgoša na delo. Herst nije znao za Birsovu rubriku i tvrdio je da ju je povukao nakon što je objavljena u prvom izdanju, ali da će ga ovaj incident proganjati do kraja života, i da je potpuno potisnuo svoje ambicije da postane predsednik.
Pulicer, koga su mučili svoji "žuti gresi", je vratio World krstaškim korenima kako je stizao novi vek. Do njegove smrti 1911. godine, World su postale naveliko poštovane novine , i ostaće vodeće napredne novine do svoje propasti 1931. To ime je posle nastavilo da živi u Scripps-Howard New York World-Telegram, i kasnije u novinama New York World-Telegram i Sun 1950, i konačno je poslednji put upotrebljivan u New York World-Journal-Tribune od septembra 1966. do maja 1967. U to vreme, samo su jedne novine velikog formata ostale u Njujorku.

## Literatura
- Campbell, W. Joseph (2001). Yellow Journalism: Puncturing the myths, defining the legacies. Greenwood Publishing Group. стр. 156–160. ISBN 978-0-275-96686-7.
- Auxier, George W. (1940), „Middle Western Newspapers and the Spanish American War, 1895–1898”, Mississippi Valley Historical Review, 26 (4), стр. 523, JSTOR 1896320, doi:10.2307/1896320
- Campbell, W. Joseph (2005), The Spanish-American War: American Wars and the Media in Primary Documents, Greenwood Press
- Campbell, W. Joseph (2001), Yellow Journalism: Puncturing the Myths, Defining the Legacies, Praeger
- Emory, Edwin; Emory, Michael (1984), The Press and America (4th изд.), Prentice Hall
- Kaplan, Richard L. "Yellow Journalism" in Wolfgang Donsbach, ed. The international encyclopedia of communication (2008) online
- Milton, Joyce (1989), The Yellow Kids: Foreign correspondents in the heyday of yellow journalism, Harper & Row
- Nasaw, David (2000), The Chief: The Life of William Randolph Hearst, Houghton Mifflin
- Procter, Ben (1998), William Randolph Hearst: The Early Years, 1863–1910, Oxford University Press
- Rosenberg, Morton; Ruff, Thomas P. (1976), Indiana and the Coming of the Spanish-American War, Ball State Monograph, No. 26, Publications in History, No. 4, Muncie, IN (Asserts that Indiana papers were "more moderate, more cautious, less imperialistic and less jingoistic than their eastern counterparts.")
- Smythe, Ted Curtis (2003),The Gilded Age Press, 1865–1900 Online pp. 173-202
- Swanberg, W.A (1967), Pulitzer, Charles Scribner's Sons
- Sylvester, Harold J. (1969), „The Kansas Press and the Coming of the Spanish-American War”, The Historian, 31
- Welter, Mark M. (1970), „The 1895–1898 Cuban Crisis in Minnesota Newspapers: Testing the 'Yellow Journalism' Theory”, Journalism Quarterly, 47, стр. 719—724
- Winchester, Mark D. (1995), „Hully Gee, It's a WAR! The Yellow Kid and the Coining of Yellow Journalism”, Inks: Cartoon and Comic Art Studies, 2.3, стр. 22—37
- Wood, Mary (2. 2. 2004), „Selling the Kid: The Role of Yellow Journalism”, The Yellow Kid on the Paper Stage: Acting out Class Tensions and Racial Divisions in the New Urban Environment, American Studies at the University of Virginia, Архивирано из оригинала 07. 11. 2014. г., Приступљено 17. 05. 2016
- Campbell, W. Joseph (2000), „Not likely sent: The Remington-Hearst 'telegrams'”, Journalism and Mass Communication Quarterly, Архивирано из оригинала 03. 10. 2008. г., Приступљено 6. 9. 2008

## Spoljašnje veze
- Chart – Real and Fake News (2016)/Vanessa Otero (basis) (Mark Frauenfelder)
- Chart – Real and Fake News (2014) Архивирано на веб-сајту  (18. август 2021) (2016 Архивирано на веб-сајту  (10. новембар 2021))/Pew Research Center